# Альварадо, Фабрисио
Херардо Фабрисио Альварадо Муньос (исп. Gerardo Fabricio Alvarado Muñoz; род. 30 мая 1974, Сан-Хосе, Коста-Рика) — коста-риканский певец, телеведущий, консервативно-христианский политик, член Партии национального возрождения, кандидат в президенты Коста-Рики на выборах 2018 года.

## Биография
Родился 30 мая 1974 года, сын Херардо Альварадо Гарита (Gerardo Alvarado Garita) и Дульсе Мария Муньос Гамбоа (Dulce María Muñoz Gamboa). Фабрисио унаследовал от отца, вокалиста группы Taboga Band, музыкальные способности. 7 июля 2007 года женился на Лауре Москоа, в их семье появились две дочери — Фабиана и Дариана. По окончании университета работал на коста-риканском телевидении, получив общенациональную известность в программе Noticias Repretel, созданной в 1999 году. В 2003 году стал исполнителем христианской музыки, в 2004 году вышел его первый альбом — «Tú amor es todo».
Значительную часть жизни являлся практикующим католиком. Стал евангельским христианином, выступал против легализации однополых браков.
В 2014 году стал единственным депутатом Законодательного собрания Коста-Рики, избранным от Партии национального возрождения.
В 2018 году выставил свою кандидатуру на президентских выборах от Партии национального возрождения. Тема отношения кандидатов к однополым бракам оказалась одной из основных в ходе предвыборной кампании после того, как 9 января 2018 года Межамериканский суд по правам человека, созданный Организацией американских государств, призвал латиноамериканские государства к официальному признанию гомосексуальных семей.
4 февраля 2018 года Альварадо победил в первом туре выборов, набрав 24,78 % голосов, и вышел во второй тур.
Результат первого тура был воспринят как политическая сенсация, поскольку основными кандидатами считались Родольфо Писа (Объединённая социально-христианская партия) и Антонио Альварес Десанти (Партия национального освобождения) — представители двух этих партий сменяли друг друга в президентском кресле несколько десятилетий.
1 апреля 2018 года проиграл во втором туре голосования левоцентристу Карлосу Альварадо, выступавшему в ходе предвыборной кампании за легализацию однополых браков и поддержание репутации Коста-Рики как толерантного общества.